# Vaux-lès-Mouron
 Vaux-lès-Mouron  là một xã ở tỉnh Ardennes, thuộc vùng Grand Est ở phía bắc nước Pháp.